# Maximiliano Rodríguez (calciatore 2000)
Maximiliano Alexander Rodríguez Vejar (Santiago del Cile, 31 maggio 2000) è un calciatore cileno, attaccante del Platense in prestito dall'Huachipato.

## Carriera

### Club
È cresciuto nel settore giovanile dell'Huachipato, con cui ha debuttato il 29 settembre 2018 nell'incontro di Primera División vinto 4-2 contro il San Luis de Quillota. Nel 2020 è stato definitivamente promosso ed il 17 aprile 2021 ha segnato i suoi primi gol mettendo a segno una doppietta nel successo casalingo per 5-3 contro il Ñublense.
Il 23 gennaio 2024 è stato ceduto in prestito con opzione di acquisto al Platense.

### Nazionale
Nel giugno del 2023 ha ricevuto la prima convocazione con la nazionale cilena.

## Statistiche

### Presenze e reti nei club
Statistiche aggiornate al 12 marzo 2025.
| Stagione          | Squadra           | Campionato        | Campionato | Campionato | Coppe nazionali | Coppe nazionali | Coppe nazionali | Coppe continentali | Coppe continentali | Coppe continentali | Altre coppe | Altre coppe | Altre coppe | Totale | Totale | Totale |
| Stagione          | Squadra           | Comp              | Pres       | Reti       | Comp            | Pres            | Reti            | Comp               | Pres               | Reti               | Comp        | Pres        | Reti        | Pres   | Reti   |        |
| ----------------- | ----------------- | ----------------- | ---------- | ---------- | --------------- | --------------- | --------------- | ------------------ | ------------------ | ------------------ | ----------- | ----------- | ----------- | ------ | ------ | ------ |
| 2018              | Huachipato        | PD                | 1          | 0          | CC              | 0               | 0               | -                  | -                  | -                  | -           | -           | -           | 1      | 0      |        |
| 2019              | Huachipato        | PD                | 3          | 0          | CC              | 1               | 0               | -                  | -                  | -                  | -           | -           | -           | 4      | 0      |        |
| 2020              | Huachipato        | PD                | 14         | 0          | CC              | 0               | 0               | CS                 | 1                  | 0                  | -           | -           | -           | 15     | 0      |        |
| 2021              | Huachipato        | PD                | 17         | 3          | CC              | 1               | 1               | CS                 | 5                  | 0                  | -           | -           | -           | 23     | 4      |        |
| 2022              | Huachipato        | PD                | 20         | 4          | CC              | 7               | 0               | -                  | -                  | -                  | -           | -           | -           | 27     | 4      |        |
| 2023              | Huachipato        | PD                | 28         | 7          | CC              | 1               | 0               | -                  | -                  | -                  | -           | -           | -           | 29     | 7      |        |
| 2024              | Huachipato        | PD                | 20         | 2          | CC              | 4               | 1               | CL+CS              | 6+4                | 1+0                | SC          | 1           | 0           | 35     | 4      |        |
| Totale Huachipato | Totale Huachipato | Totale Huachipato | 103        | 16         |                 | 14              | 2               |                    | 16                 | 1                  |             | 1           | 0           | 134    | 19     |        |
| 2025              | Platense          | PD                | 5          | 0          | CA              | 1               | 0               | -                  | -                  | -                  | -           | -           | -           | 6      | 0      |        |
| Totale carriera   | Totale carriera   | Totale carriera   | 108        | 16         |                 | 15              | 2               |                    | 16                 | 1                  |             | 1           | 0           | 140    | 19     |        |

## Palmarès

### Club

#### Competizioni nazionali
- Campionato cileno: 1

Huachipato: 2023
- Campionato argentino: 1

Platense: 2025 (Apertura)